# Neptis arachroa
Neptis arachroa är en fjärilsart som beskrevs av Hans Fruhstorfer 1913. Neptis arachroa ingår i släktet Neptis och familjen praktfjärilar. Inga underarter finns listade i Catalogue of Life.